# Krashen (Armenia)
Krashen (in armeno Կրաշեն?) è un comune di 294 abitanti (2001) della provincia di Shirak in Armenia.